# Karen Olivo
Pour les articles homonymes, voir Olivo.
Karen Olivo naît le 7 août 1976 à Manhattan, et est actrice de nationalité américaine d'origine porto-ricaine et dominicaine. Karen Olivo a tenu le rôle d'Anita dans la reprise de la comédie musicale West Side Story en 2009 à Broadway, rôle qui lui vaudra un Tony Award.
Karen Olivo est non-binaire.

## Carrière
Karen Olivo suit les cours du Lois Cowles Harrison Center for the Visual and Performing Arts près de Lakeland en Floride puis entre au College-Conservatory of Music de l'université de Cincinnati. Olivo tient des rôles à la télévision dans The Good Wife sur CBS, Harry's law sur NBC et Law & order, au cinéma dans Adrift in Manhattan, Shangaï hotel, The Orphan killer. En 2007, Karen Olivo reprend le rôle de Sheila dans le concert du 40e anniversaire de la comédie musicale Hair. En 2009 sa reprise du rôle d'Anita dans West Side Story lui permet d’obtenir le Tony Award de la meilleure actrice de second rôle dans une comédie musicale.

## Filmographie
- 2007 : New York, unité spéciale (saison 8, épisode 13) : Jennifer Benitez
- 2011 : Criminal Minds: Suspect Behavior : Det. Vivian Solis saison 1, épisode 3
- 2012 : Une danse pour Noël (Holiday Spin) (TV)
- 2013 : New York, unité spéciale (saison 15, épisode 6) : Yelina Muñoz

## Théâtre
Broadway :
- 1997-1998 : Rent : swing
- 2003-2005 : Brooklyn : Faith
- 2007-2008 : In the Heights : Vanessa
- 2009-2010 : West Side Story : Anita
- 2018-2020 : Moulin Rouge! : Satine